# Nicaise de Keyser

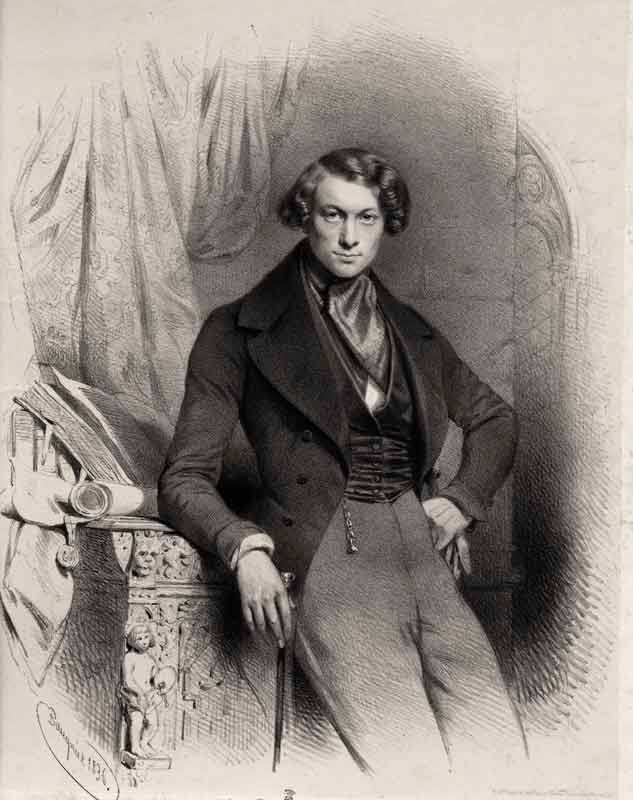
Nicaise de Keyser (1836), litografía de Charles Baugniet

Nicaise de Keyser (nombres alternativos: Nicaas, Nikaas de Nicasius; 26 de agosto de 1813, Zandvliet-17 de julio de 1887, Amberes ) fue un pintor belga de cuadros de historia y retratos principalmente, que fue una de las figuras clave de la escuela de pintura romántico-histórica belga.

## Biografía
Recibió su matrícula de pintura en la Academia de Bellas Artes de Amberes con Jozef Jacobs y Mattheus Ignatius van Bree. Después de 1835 realizó muchos viajes, incluso a Inglaterra y Escocia, París e Italia. Se casó con la pintora de género Isabella Telghuys el 6 de octubre de 1840. En 1846, fue elegido miembro de la Academia Nacional de Diseño como Académico Honorario.
Cuando en 1855 el destacado pintor romántico belga Gustave Wappers renunció como director de la Academia de Amberes, de Keyser lo sucedió. Al igual que con el trabajo de otros pintores de historia belgas como Edouard de Bièfve, Ernest Slingeneyer y Louis Gallait, hubo un aprecio particular por las pinturas de historia de Nicaise de Keyser en la Europa de habla alemana. De Keyser viajaba regularmente a Alemania y en 1873 fue galardonado con la famosa orden prusiana " Pour le Mérite ".
A pesar de su gran éxito y fama a lo largo de su vida, su obra, como la de los demás pintores románticos belgas, fue rápidamente olvidada en el siglo XX.
Tuvo muchos estudiantes, incluidos Léon Abry, Aloïs Boudry, Edgard Farasyn, Godfried Guffens, Edouard Hamman, Joseph Lies, George du Maurier, Karel Ooms, Ferdinand Pauwels, Edward Portielje, Jan Swerts, Eliza Turck, Alexis Van Hamme, Jan Verhas, Frans Verhas y Charles Verlat .

## Obra

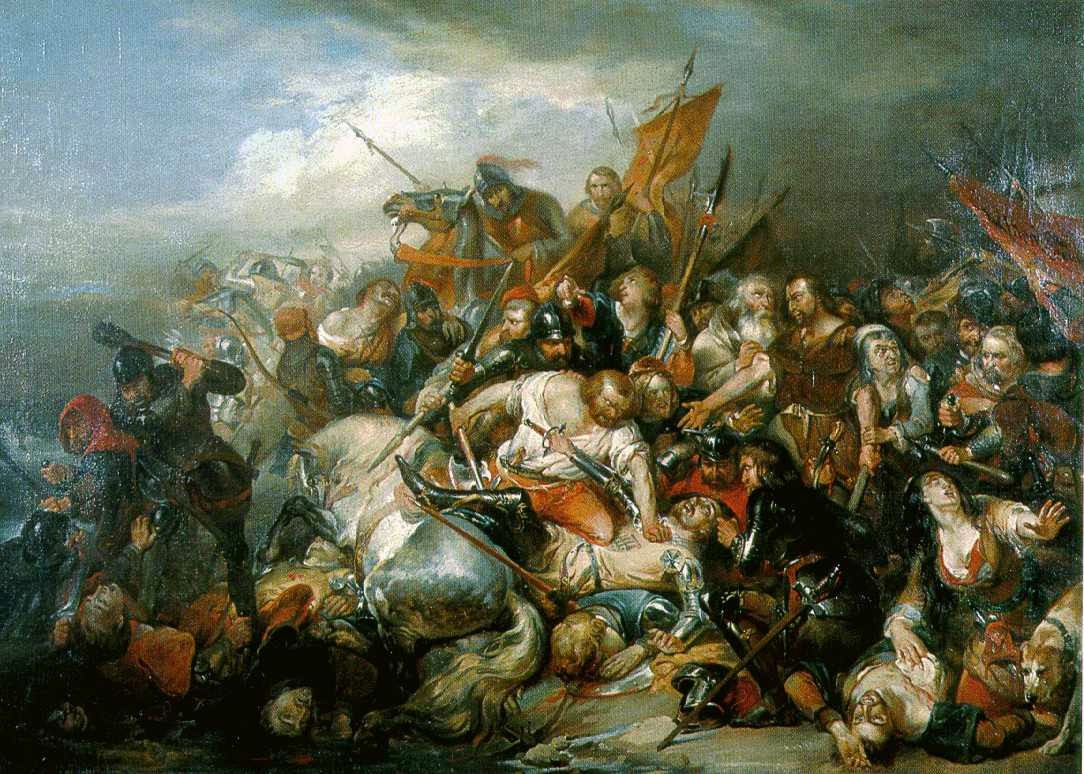
Batalla de las Espuelas de Oro (1836).

De Keyser fue un pintor extremadamente prolífico y se dice que produjo más de 350 cuadros. Tras debutar con cuadros religiosos, su atención se centró posteriormente en la historia de su país. Su gran avance como pintor se produjo con el lienzo La batalla de las espuelas de oro, que se expuso en el Salón de Bruselas en 1836. Representa una escena de una importante batalla histórica entre Francia y Flandes de 1302. Se dice que ver el cuadro inspiró al escritor belga Hendrik Conscience a escribir su libro "De Leeuw van Vlaanderen" (El León de Flandes) sobre la batalla flamenca por la independencia de los franceses. Al éxito de la obra de de Keyser le siguió su obra menos impresionante, La Batalla de Worringen de 1288. A partir de 1862, de Keyser pintó una serie de cuadros históricos decorativos que celebraban la escuela de arte flamenca. Los cuadros estaban destinados al antiguo edificio del museo y la academia de Amberes. Cuando se terminó el nuevo Museo Real de Bellas Artes de Amberes a finales del siglo XIX, los cuadros se trasladaron a la escalera del museo.
De Keyser pertenecía a la primera oleada de pintores románticos belgas que, por lo general, habían estudiado o pasado una temporada en París, donde habían entrado en contacto con el nuevo movimiento romántico. Otros miembros de este grupo eran Gustave Wappers, Louis Gallait, Ernest Slingeneyer, Edouard de Bièfve y otras figuras menores. Eligieron como tema de sus obras importantes acontecimientos históricos de la historia de Bélgica que se consideraban clave para la identidad nacional del país. A diferencia de sus modelos franceses, como Delacroix, su obra, aunque colorida, carecía de un verdadero entusiasmo romántico y se hizo popular entre la clase artística, que recompensó a los artistas con numerosos encargos. A pesar del tema romántico y de las técnicas de composición barrocas de sus cuadros históricos y de género, el acabado de las pinturas de de Keyser es de estilo académico, con el uso de líneas nítidas y detalles claramente dibujados.
De Keyser también pintó pinturas de género y retratos elegantemente refinados.

## Premios
- 1845 : Miembro de la Real Academia de Ciencias, Letras y Bellas Artes de Bélgica .
- 1849 : Miembro de la Academia Prusiana de las Artes .[6]
- 1862 : Oficial de la Legión de Honor .[7]
- 1873 : Para el Mérito
- 1874 : Presidente de la Real Academia de Ciencias, Letras y Bellas Artes de Bélgica .
- 1881 : Gran Oficial de la Orden de Leopoldo, por Real Orden de 4 de mayo de 1881.[8]

## Retratos seleccionados

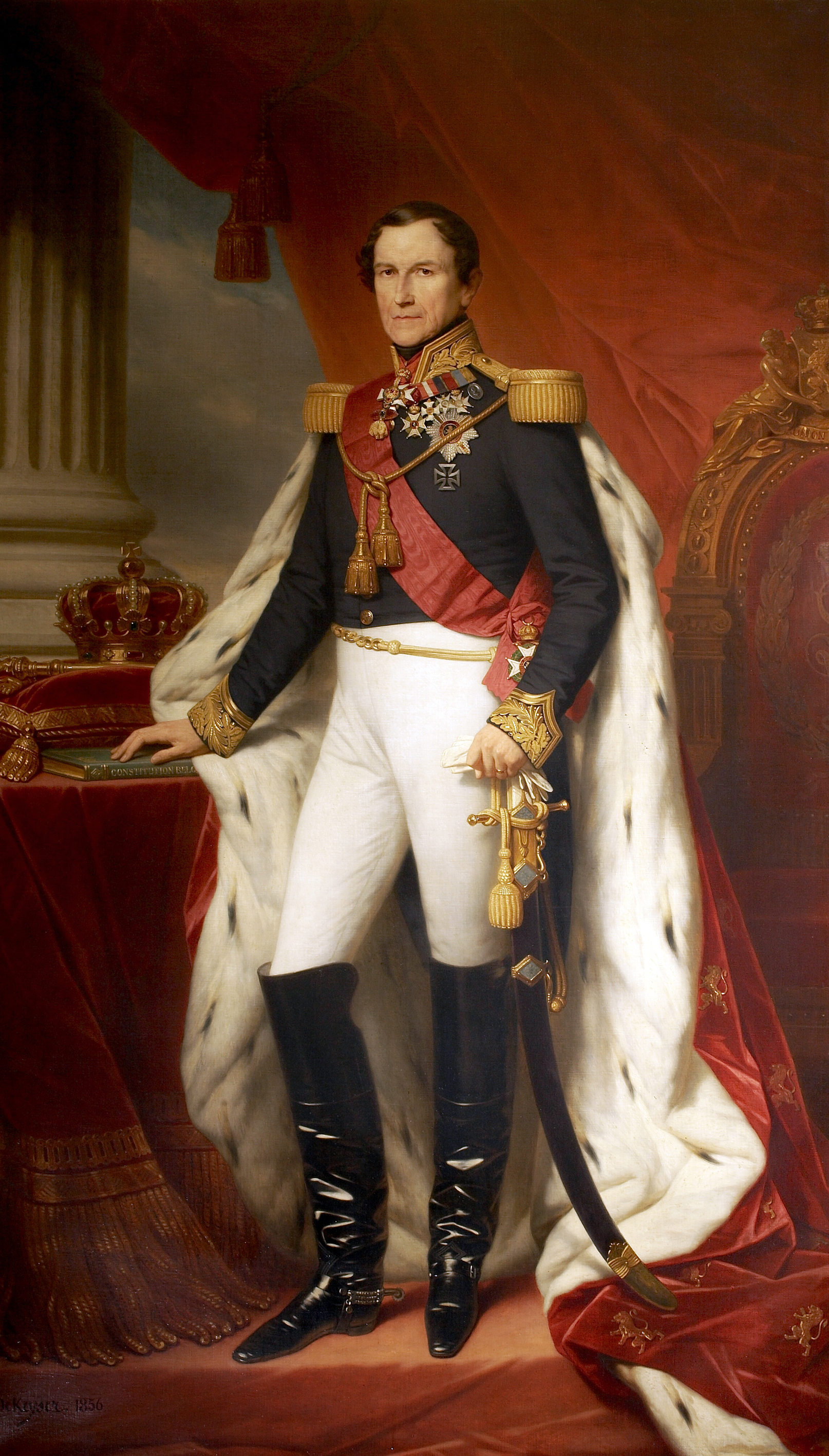
Leopoldo I de Bélgica
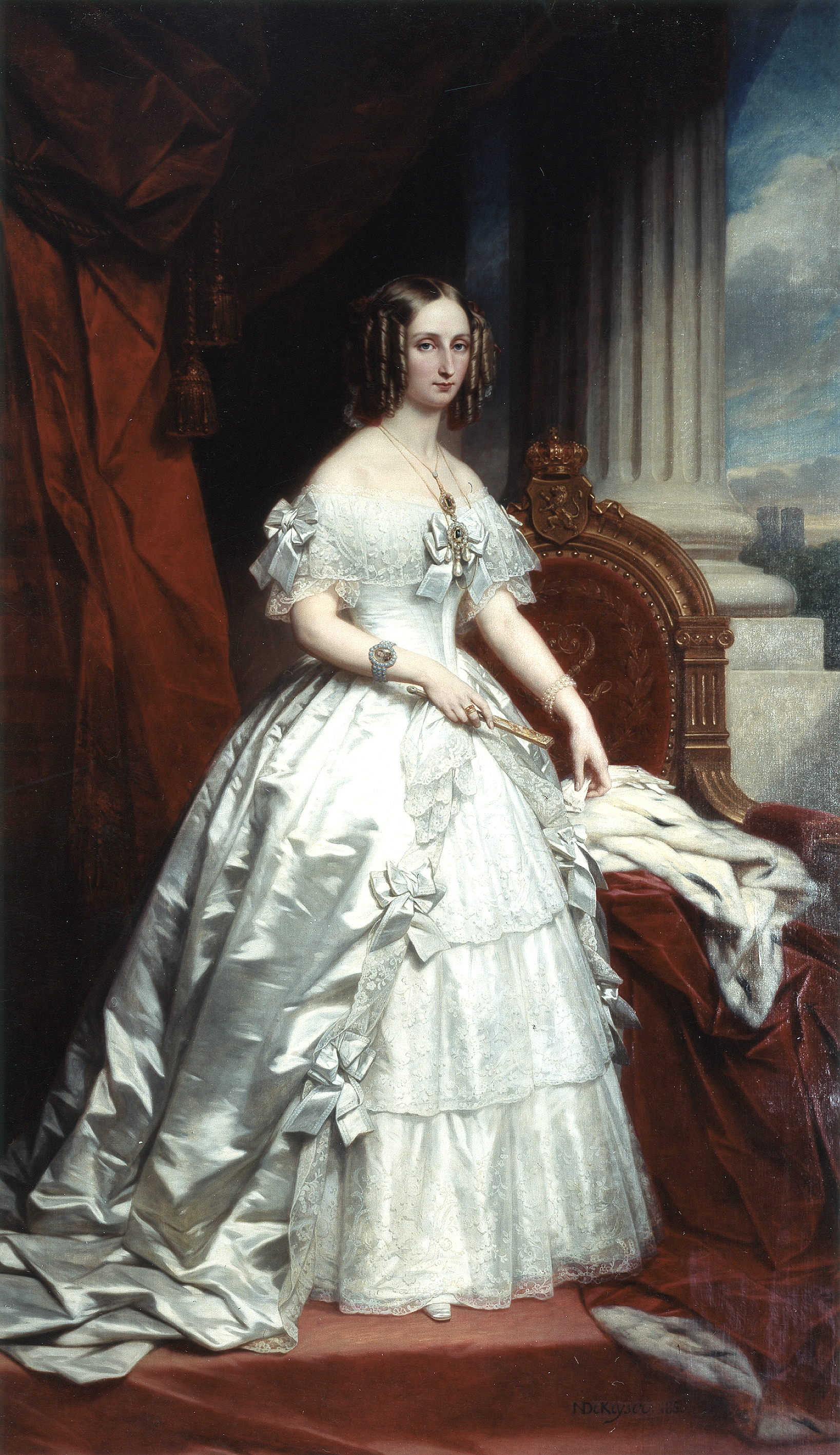
Luisa María de Orleans, reina de los belgas
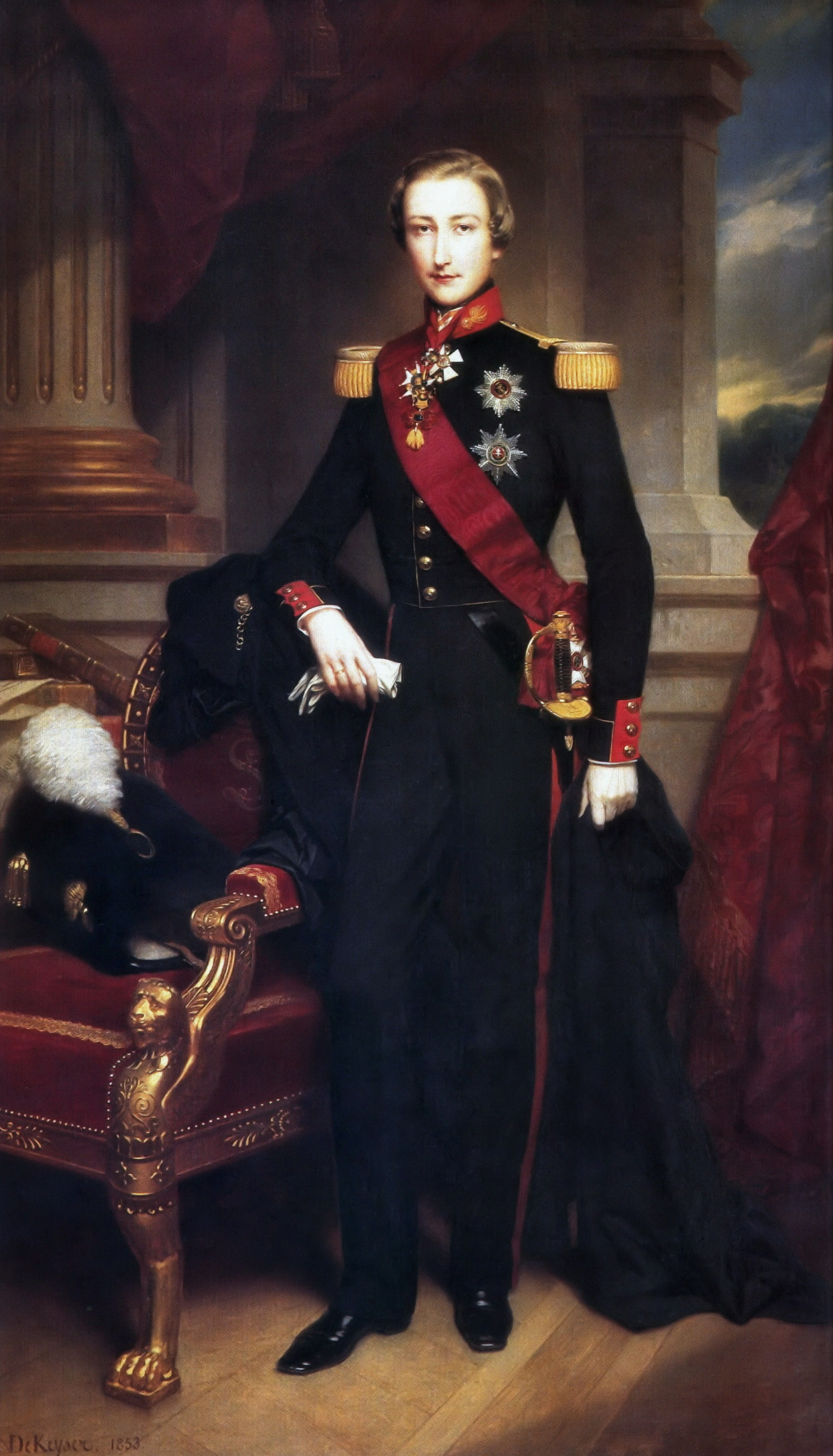
Leopoldo II de Bélgica
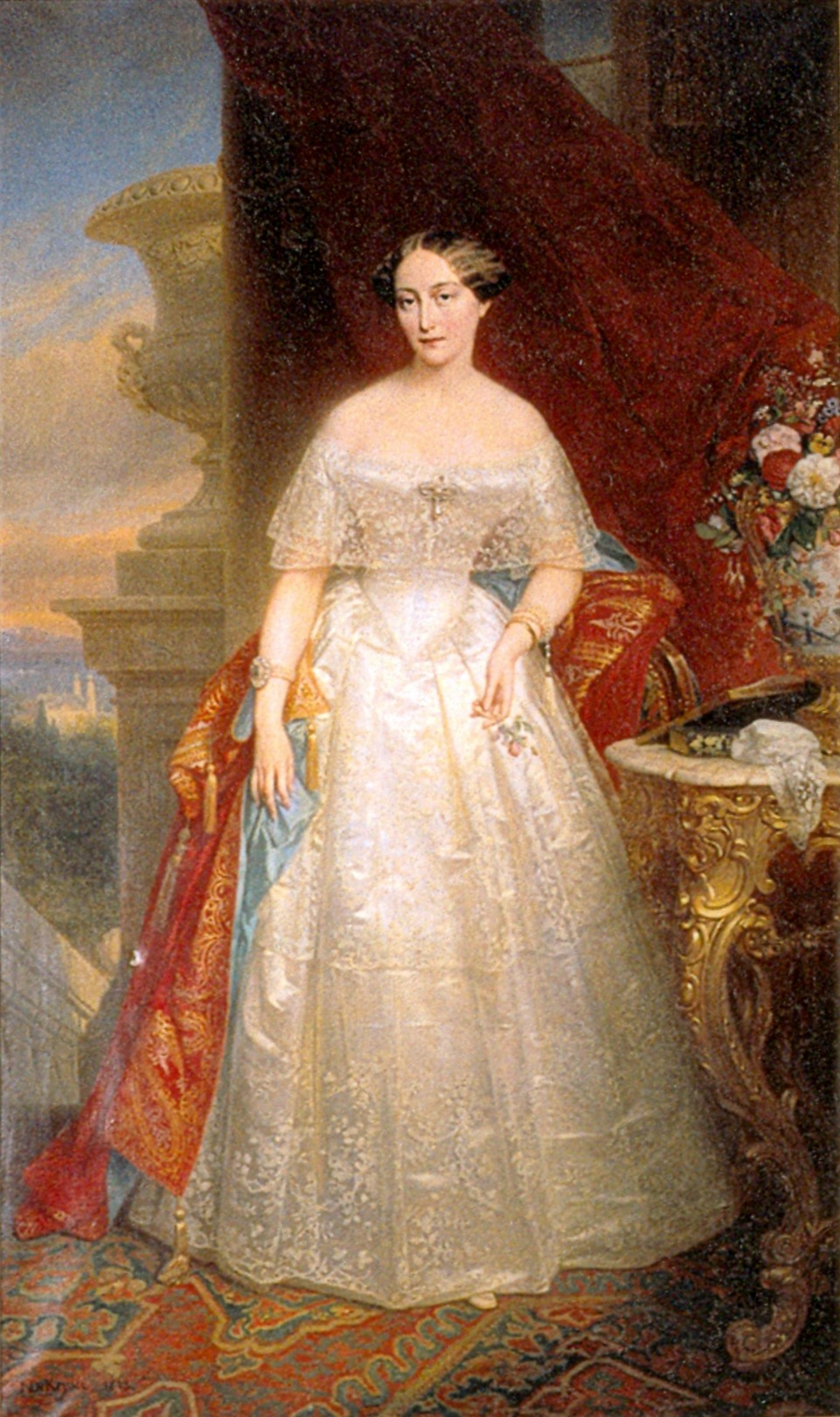
La reina Olga de Wurtemberg, 1848
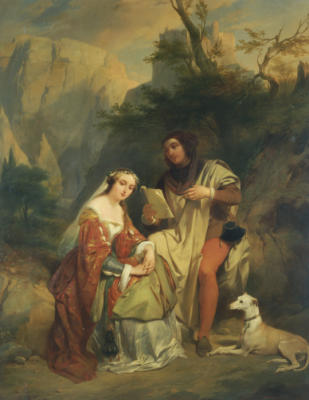
Petrarca y Laura
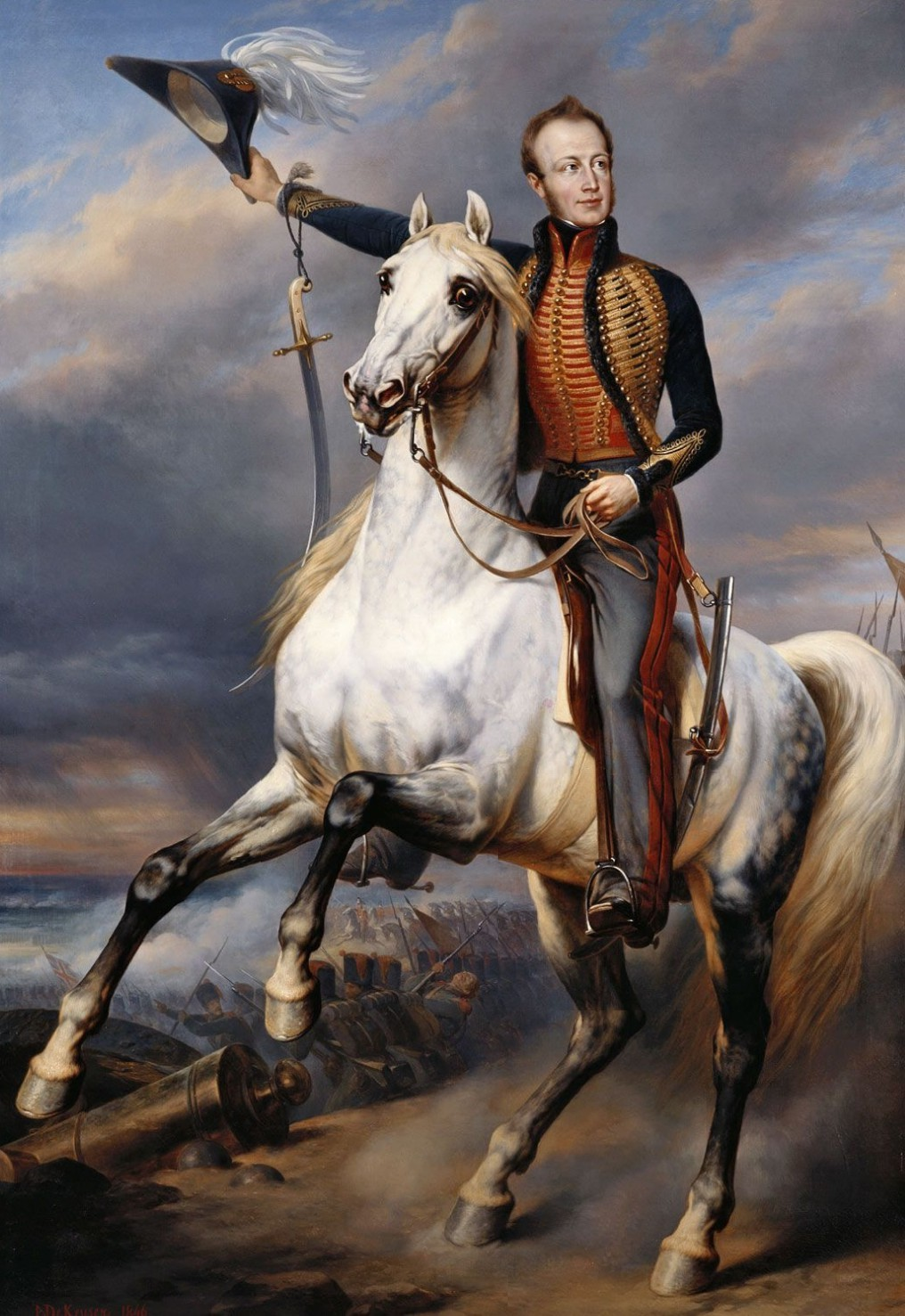
Guillermo II, rey de los Países Bajos